# Lytocarpia chiltoni
Lytocarpia chiltoni is een hydroïdpoliep uit de familie Aglaopheniidae. De poliep komt uit het geslacht Lytocarpia. Lytocarpia chiltoni werd in 1924 voor het eerst wetenschappelijk beschreven door Bale. 